# هنري غودوين
هنري غودوين (بالإنجليزية: Henry Clay Goodwin)‏ هو موسيقي أمريكي، ولد في 2 يناير 1910 في كولومبيا في الولايات المتحدة، وتوفي في 2 يوليو 1979 في نيويورك في الولايات المتحدة.

## وصلات خارجية
- هنري غودوين على موقع ميوزك برينز (الإنجليزية)